# 1987 en Bretagne
 Chronologie de la Bretagne
- 1983
- 1984
- 1985
- 1986
- 1987
- 1988
- 1989
- 1990
- 1991

Cette page recense des événements qui se sont produits durant l'année 1987 en Bretagne.

## Société

### Catastrophes naturelles
- 15 octobre : une violente tempête, parfois appelée Ouragan de 1987, provoque des dégâts considérables.

### Naissance

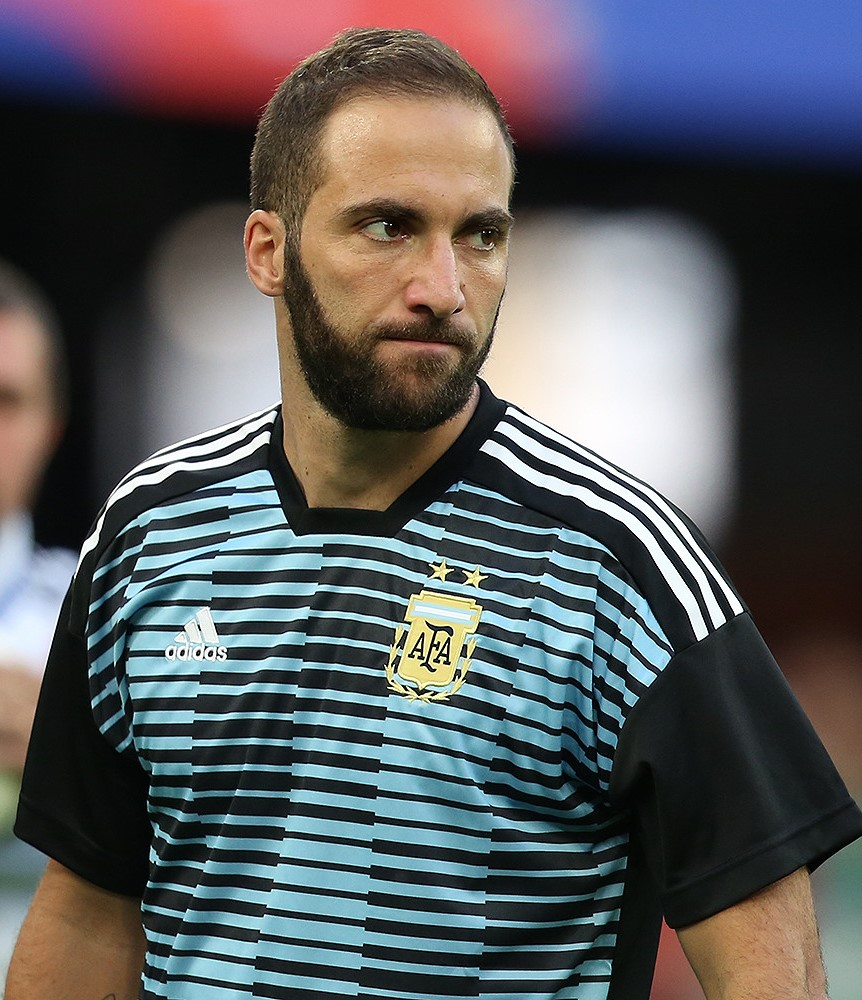
Gonzalo Higuaín

- 24 janvier à Brest : Jean-Christophe Cesto, footballeur français évoluant au poste de défenseur.

- 16 juin à Brest : Fabien Causeur,  joueur de basket-ball professionnel français. Il mesure 1,96 m[1].

- 10 décembre à Brest : Gonzalo Gerardo Higuaín (prononcé en espagnol : [ɡonˈsalo iɣwa'jin]), surnommé El Pipita[2],[3], footballeur international argentin[4] qui évolue au poste d'attaquant dans le club italien de l’AC Milan.